# Kostrzyn nad Odrą
Kostrzyn nad Odrą (2003-ig Kostrzyn; németül Küstrin, latinul Cozsterine) – város Lengyelország északnyugati részén a lubusi vajdaságban és a gorzówi járásban. 2010 december 31-n a lakosság száma 17 704 fő volt. A város közvetlenül a lengyel-német határ mentén az Odera folyó partján fekszik a Warta torkolatánál. Az eredetileg lengyel alapítású város Poroszországhoz került, a háború előtt a Warta két partján fekvő város lélekszáma hetvenezer fő körül mozgott. A város területén a 6. században hatalmas porosz erőd épült. A második világháború végén a város csaknem 100%-ban megsemmisült a Berlinért folytatott elkeseredett harcok következtében. A régi belváros területe pusztasággá vált, a parkszerű látképet csak a meglepetésszerűen kanyargó utak (az egykori utcák) ide nem illő jelenléte sejdíti, hogy itt egykor egy forgalmas város élte életét. A Warta nyugati partján lévő része, Küstrin Németországhoz került a háború után.